# 俺にさわると危ないぜ
『俺にさわると危ないぜ』（おれにさわるとあぶないぜ）は長谷部安春監督、小林旭主演の1966年2月12日公開の日本映画。

## 概要
後に日活ニューアクションの旗手として名を馳せる長谷部安春の監督デビュー作。都筑道夫の小説「三重露出」を原作としたアクション・コメディだが、原作とは設定をかなり変えている。

## 内容
小林旭演じる主人公・本堂大介が、女忍者軍団や不良外人グループなどの争いに巻き込まれながら活躍する。

## スタッフ
- 監督：長谷部安春
- 脚本：中西隆三　都筑道夫
- 原作：都筑道夫「三重露出」
- 撮影：永塚一栄
- 音楽：山本直純

- 主題歌：泣くなさすらい
  - 歌唱：小林旭

## キャスト
- 本堂大介：小林旭
- 沢之内ヨリ子：松原智恵子
- フユ子：西尾三枝子
- ヨシ江：加茂こずえ
- ナツ子：浜川智子
- アキ子：北あけみ
- 神崎の部下：野呂圭介
- 岡田の部下：野呂圭介
- ゲリラ兵(？)：進千賀子
- キク江：可能かづ子
- ハル江：斎藤仁子
- 赤ん坊をあやす女：佐川明子
- 刑事：小柴隆(小柴尋詩)
- 岡田の部下：柴田新三
- 音楽喫茶支配人：野村隆
- 岡田の部下：露木譲、三浜元
- 神崎の部下：晴海勇三
- 警官：平塚仁郎
- クラブのボーイ：井田武(いだたけ志)
- 神崎の部下：田畑善彦、岩手征四郎
- 刑事：久遠利三
- クラブの歌手：高美アリサ
- 神崎の部下：大庭喜儀
- 警官：高緒弘志
- 神崎の部下：水川国也
- クラブのダンサー：望月明、岡玲子（ゴールデン・スパイダーズ
- 振付：古沼斐佐雄
- 技斗：高瀬将敏
- 百地：左卜全
- サブ：郷鍈治
- 遠山警部：高品格
- 神崎：森塚敏
- 岡田：二本柳寛